# 伊蒂之屋
伊蒂之屋（Etude House，韓語：에뛰드하우스）是愛茉莉太平洋旗下的韓國化妝品品牌。品牌名稱「Étude」在法語中意為「學習」。截至 2018年，共有393家Etude House店鋪， 而在2019年，只有285家Etude House店鋪。

## 歷史
公司成立於1966年，1985年更名為Oscar Corporation。1990年，由愛茉莉太平洋集團註冊成立。1997年更名為Etude Corporation。
首爾伊蒂之家成立於2005年。2007年開設了第100家店鋪，2009年開設了第200家店鋪。
2009年，伊蒂之家在台灣、新加坡和菲律賓開設了專賣店。它還於2010年在文萊和緬甸開設了商店。同年它開設了第100家海外分店。
伊蒂之家於2011年在日本開設了第一家分店。
2018年3月，伊蒂之家在迪拜開設其在中東的第一家分店和在科威特開設第二家分店。
2023年4月20日，伊蒂之屋宣佈撤出香港市場，旗下六間分店（旺角朗豪坊、紅磡黃埔花園聚寶坊自助專櫃、大角咀奧海城二期自助專櫃、荃灣眾安街51號自助專櫃、將軍澳PopCorn 2自助專櫃、尖沙咀The One）均會結業，最終營業日為4月23日。

## 代言人
1999年至2000年，全智賢代言伊蒂之屋。2000年至2001年，S.E.S接替她代言此品牌。宋慧喬於2001年成為伊蒂之家的模特，並代言該品牌至2006年。張根碩和高雅羅是2006年至2008年的品牌模特。李敏鎬、樸信惠、柳承浩是2009年至2010年的品牌模特。 2NE1是2010年至2011年與伊蒂之屋合作的第一批YG娛樂藝人。Dara於2011年至2012年成為模特。
2011年10月，Etude House正式公佈了他們的第一位男性代言人SHINee。
鄭秀晶和崔真理於2013年至2014年成為Etude House的模特，並代言該品牌直到2018年。I.O.I是2017年的模特。2018年，Red Velvet的成員成為Etude House的模特 。截至2019年，來自Produce 48和FANATICS成員的金鍍我是Etude House的模特。
2022年11月6日公布最新代言人為韓國女子團體LE SSERAFIM成員中村一葉。
現時代言人為韓國男子團體RIIZE。